# Pexoides crassiseta
Pexoides crassiseta är en tvåvingeart som beskrevs av Belanovsky 1953. Pexoides crassiseta ingår i släktet Pexoides och familjen parasitflugor. Inga underarter finns listade i Catalogue of Life.